# Севоим
Севоим, также Цебоиим; Цевоиим (ивр. צבאים, צביים‎, в Септуагинте др.-греч. Σεβωίμ), — один из библейских ветхозаветных городов небольшого царства в долине Сиддим, истреблённых за греховность их жителей.
Упоминается в Книге Бытия как один из городов Содомского пятиградия вместе с Адмой (Быт. 10:19; Быт. 14:2; Втор. 29:23; Ос. 11:8). В Быт. 14:2 упоминается царь Севоима Шемевер (ивр. שמאבר‎). Согласно Втор. 29:23, Севоим был уничтожен вместе с другими городами пятиградия.